# Antropologia reklamy
Antropologia reklamy - dział antropologii kultury zajmujący się badaniem reklamy (traktowanej jako zjawisko współczesnej kultury masowej) podejściem i metodami antropologii kulturowej.
Antropologia reklamy bada np. jak reklama łączy się z mitem i religią by jeszcze skuteczniej wejść w życie ludzi, wykorzystując metodę oddziaływania treści religijnych i mitologicznych na jednostki jak i na wartości z nimi związane.

## Publikacje
- Marian Golka Świat reklamy, Puszczykowo 1994, Agencja Badawczo-Promocyjna Artia, s.112, ISBN 83-900374-1-6
- Dariusz Czaja, Reklamowy smak raju. Między archetypem a historią, "Polska Sztuka Ludowa - Konteksty" 1994, nr 1-2, s. 73-77
- Ludwik Stomma Etnolog i reklama [w:] Dariusz Czaja (red.) Mitologie popularne: szkice z antropologii współczesności, Kraków 1994, Wyd. Universitas, s. 220, ISBN 83-7052-152-5
- Czesław Robotycki Reklama z zapomnianym kodem (heraldyka w służbie reklamy) [w:] ibidem
- Wiesław Szpilka Raj nieutracony? (obrazy katalogów domów handlowych a literackie wizje raju) [w:] ibidem
- Zimnny Rafał, Wartościowanie i magia w języku reklamy [w:] Andrzej Maria Lewicki, Ryszard Tokarski (red.), Kreowanie świata w tekstach, Lublin, Wydawnictwo UMCS, s. 239-249, ISBN 83-227-0693-6
- Amelia Horodecka, Mitologiczny świat reklam: treści religijne w reklamie telewizyjnej emitowanej w Polsce w latach 2000–2001 oraz w wybranych przykładach reklamy zewnętrznej i prasowej, Kraków 2002, Wyd. Nomos, ISBN 83-88508-33-4
- Maria Gołębiewska Znaczenia i wartości w reklamie. Analiza kulturologiczna, O samozwrotności tekstu reklamowego, Estetyka i anestetyka w reklamie społecznej - trzy rozdziały [w:] Maria Gołębiewska Demontaż atrakcji. O estetyce audiowizualności, Gdańsk 2003, Wyd. słowo/obraz terytoria, ISBN 83-89405-41-5
- Adam Pomieciński Odczytać reklamę - zrozumieć kulturę [w:] Wojciech Burszta (red.), Po co nam rzeczywistość. Ekran. Mit. Rzeczywistość, Warszawa 2003, Wydawnictwo Książkowe „Twój Styl“, ISBN 83-7163-394-7
- Edwin Bażański Kulturowe uwarunkowania percepcji reklamy [w:](red.) Wanda Patrzałek Kulturowe determinaty zachowań konsumenckich, Wrocław 2004, Wyd Uniw. Wroc., s. 212, ISBN 83-229-2555-7
- Adam Pomieciński Reklama w kulturze współczesnej. Studium Antropologiczne (Seria wydawnicza Poznańskie Studia Etnologiczne Nr 7), Poznań 2005, Wydawnictwo Poznańskie, ISBN 83-7177-363-3